# Futbola klubs Liepāja 2019
Questa voce raccoglie le informazioni riguardanti il Futbola klubs Liepāja nelle competizioni ufficiali della stagione 2019.

## Rosa
Aggiornata al 10 ottobre 2019.
| N. |                      | Ruolo | Calciatore         |
| -- | -------------------- | ----- | ------------------ |
| 2  | Lettonia (bandiera)  | D     | Vadims Žuļevs      |
| 4  | Lettonia (bandiera)  | D     | Kristers Tobers    |
| 5  | Argentina (bandiera) | C     | Leonel Strumia     |
| 7  | Lettonia (bandiera)  | C     | Dmitrijs Hmizs     |
| 9  | Brasile (bandiera)   | A     | Dodô               |
| 10 | Lettonia (bandiera)  | C     | Jānis Ikaunieks    |
| 12 | Lettonia (bandiera)  | P     | Krišjānis Zviedris |
| 13 | Lettonia (bandiera)  | C     | Raivis Jurkovskis  |
| 19 | Lettonia (bandiera)  | C     | Kristers Čudars    |
| 20 | Lettonia (bandiera)  | C     | Cristian Torres    |
| 22 | Lettonia (bandiera)  | C     | Viktors Ziemelis   |
| 25 | Lettonia (bandiera)  | A     | Artūrs Smetanovs   |
| 26 | Lettonia (bandiera)  | D     | Deniss Ivanovs     |
| 28 | Lettonia (bandiera)  | D     | Antons Jemeļins    |
| 32 | Lettonia (bandiera)  | P     | Emīls Emulovs      |

| N. |                           | Ruolo | Calciatore                 |
| -- | ------------------------- | ----- | -------------------------- |
| 33 | Senegal (bandiera)        | D     | Seydina Keita              |
| 34 | Argentina (bandiera)      | D     | Gonzalo Negro              |
| 35 | Lettonia (bandiera)       | P     | Valentīns Raļkevičs        |
| 44 | Lettonia (bandiera)       | A     | Raivis Viļumsons           |
| 49 | Lettonia (bandiera)       | C     | Mārtiņš Ķigurs             |
| 66 | Mali (bandiera)           | D     | Clement Kanoute            |
| 77 | Nigeria (bandiera)        | C     | Richard Friday             |
| 88 | Angola (bandiera)         | A     | Amâncio Fortes             |
| 94 | Moldavia (bandiera)       | A     | Dan Spătaru                |
| 99 | Azerbaigian (bandiera)    | A     | Vüqar Əsgərov              |
|    | Lettonia (bandiera)       | D     | Roberts Jaunarājs-Janvāris |
|    | Ghana (bandiera)          | A     | Samuel Amissah             |
|    | Mali (bandiera)           | C     | Aboubacar Camara           |
|    | Costa d'Avorio (bandiera) | A     | Elysée Kouadio             |